# Parapachyloides dentipes
Parapachyloides dentipes is een hooiwagen uit de familie Gonyleptidae.